# Гриверс, Мэттью
Мэттью (Мэтт) Гриверс (англ. Matthew Grevers; род. 26 марта 1985, Лейк-Форест, Иллинойс) — американский пловец, четырехкратный олимпийский чемпион, многократный чемпион мира. Специализируется в плавании на спине на дистанции 100 метров и 100 метров вольным стилем в эстафете.
Дебютировал в составе сборной США на XXIX летних Олимпийских играх в Пекине в 2008 году.
Тренируется в Северо-Западном университете.